# ناویدا

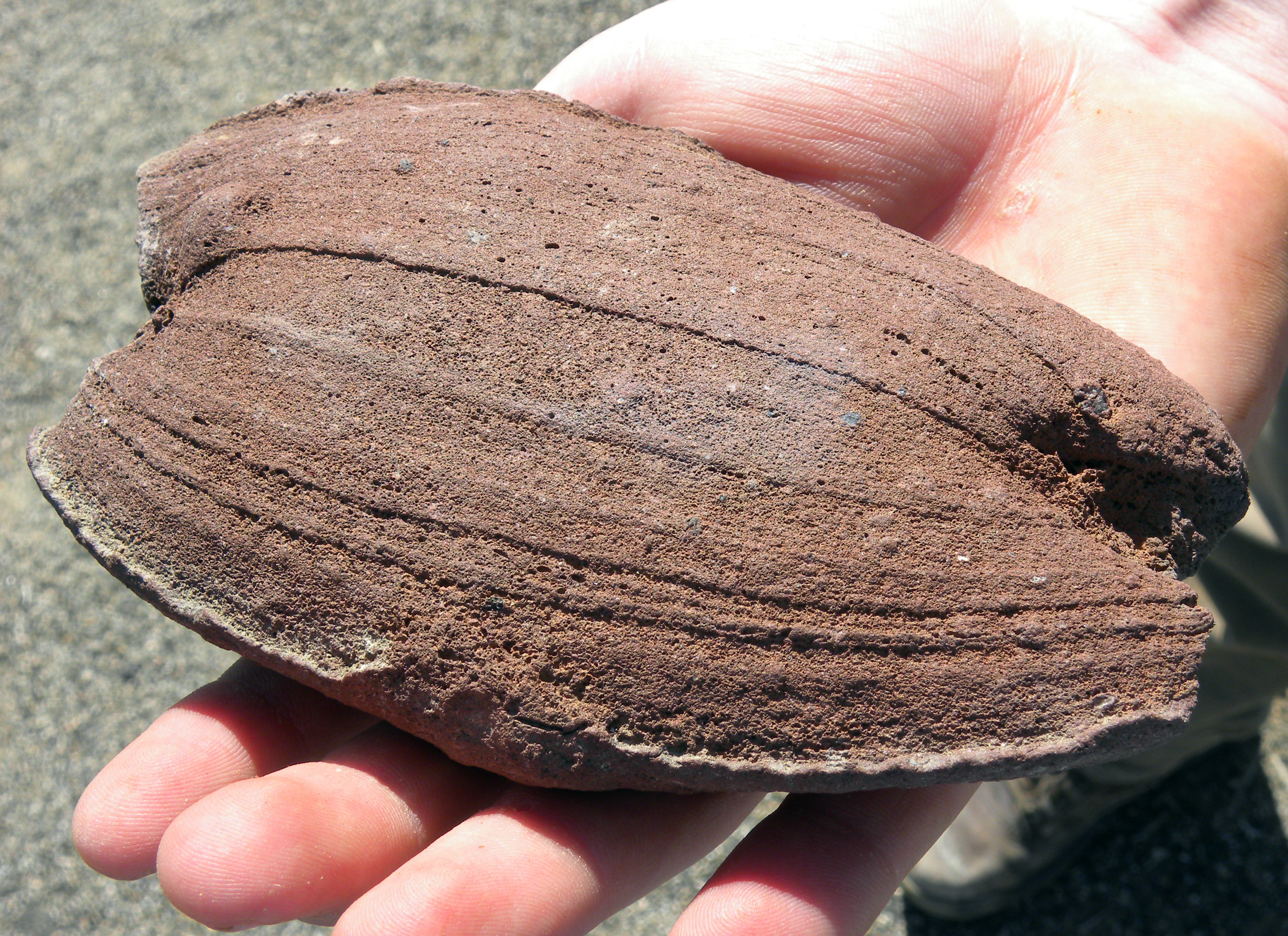
گرانیت#سنگ های معدنی

ناویدا (به انگلیسی: Aphanite) گونه‌ای از بافت تیره‌رنگ در سنگ‌های آذرین است با دانه‌های ریز که با چشم غیرمسلح دیده نمی‌شود.
این بافت نتیجه سرد شدن سریع در محیط‌های آتشفشانی یا میان‌ژرفا است.
ناویداها حالت سنگ سماقی دارند یعنی از بلورهای درشت در بستر سنگی تشکیل شده‌اند.
انواع بزرگ‌تر این بلورها، درشت‌بلور نامیده می‌شود.

## ناویداهای معمول
- آندزیت
- بازالت
- بازانیت
- داسیت
- فلسیت
- لوسیتوفیر
- فونولیت
- ریولیت
- زبره‌سنگ (تراکیت)